# Hondshalstermaar
Het Hondshalstermaar is een ontwateringskanaal in het Oldambt bij Wagenborgen. Het vormt vanaf het gemaal De Dellen de voortzetting van Siepkanaal en Ringmaar, het mondt uit in het Hondshalstermeer en zet zich aan de andere zijde van dit meer voort, om bij Kopaf in het Termunterzijldiep uit te monden. 
Het ontwateringskanaal, vroeger ook Zwaagmaar, Swaagmaar of Swetmaar, en kortweg Hondshals genoemd, is het restant van een voormalig riviertje dat een voortzetting vormde van de Sijpe  of Siepsloot (het huidige Siepkanaal), het Lutjemaar en het Grootmaar of Zwaagmaar. Het watertje was voorzien van stevige kaden en slingerde door een laag gelegen gebied ten noorden van het huidige Hondshalstermeer. Het mondde in de 16e eeuw uit het Nonnegaatster- of Oostwoldermaar, dat bij Oostwolderhamrik in zee moet hebben gestroomd. Dit is vermoedelijk de Waghenborgerzijl, genoemd in 1580. Het Hondshalstermaar en de dijken langs het kanaal waren eigendom van het Termunterzijlvest. 
Door de aanleg van het Termunterzijldiep in 1601 werd de afstroom van het Hondshalstermaar onderbroken. Het water werd aanvankelijk via een scheepvaartsluisje of verlaat, dat Hondshalsterverlaat werd genoemd, in het Zijldiep geleid. Later gebeurde dat een eenvoudige klepduiker of klief, die zijn naam aan het huis De Klieve gaf. Iets verderop was een tweede verlaat bij de monding van het Oosterhamrikkermaar, dat later eveneens plaats maakte voor een duiker.  
Na 1885 werd een nieuw Verbindingskanaal bij Kopaf gegraven, waarna de oude loop van het Hondshalstermaar in verval raakte. Een groot deel van het tracé maakte sinds 1980 deel uit van het Hondshalstermeer. 
De naam Hondshals verwijst kennelijk naar het smalle kronkelende verloop van het kanaal dat de afstroom van het water verhinderde. Vergelijkbaar daarmee zijn de hydroniemen Schapehals en Katerhals, elders in de provincie Groningen. Om in deze situatie verbetering te brengen, werd al in de 17e eeuw bij Kopaf een eerste afsnijdingskanaaltje (genaamd Lutkemaar) gegraven, dat later weer in verval raakte.
Volgens B.W. Siemens hebben de Sijpe en het Hondshalstermaar tot de 14e eeuw uitgewaterd door een voorloper van het Oterdummerzijl. Het maar namelijk lijkt namelijk aan te sluiten bij de oude grenssloot Kromme Sloot tussen Siddeburen (Fivelingo) en het Oldambt, die werd onderhouden door het Termunterzijlvest. Deze grenssloot zou zich ten noorden van Wagenborgen via 't Sier en een tweede Kromme Sloot tussen het Wagenborgermaar en Zomerdijk voortzetten in de richting van De Knuif, om vervolgens bij Borgsweer in zee uit te monden. Wagenborgen viel echter tot 1400 onder Fivelingo, zodat het niet om een grenssloot ging. Deze hypothese wordt evenmin door bodemkundige en historische gegevens ondersteund.
Bij het Termunterzijldiep ter hoogte van Lalleweer (bij het gehucht De Botterij) lag tevens de Oude Hondshals, genoemd in 1731.